# Pilar Bilbao i Sentís
Pilar Bilbao Sentís (Tarragona, 26 de novembre de 1962) és una exjugadora i entrenadora de basquetbol catalana.
Jugadora del Nàstic de Tarragona, el 1985 va fitxar pel Sabor d'Abans Tortosa, amb el qual va guanyar una Liiga espanyola, dues Copes de la Reina i dues Lligues catalanes. Posteriorment, va jugar al Club Bàsquet Manresa, CB Tortosa i Unió Esportiva Horta, on va finalitzar la seva carrera esportiva al final de la temporada 1992-93. Després de la seva retirada, va entrenar diversos equips catalans com la UE Horta, AE l'Hospitalet, Club Bàsquet Montcada i Club Bàsquet Femení Cerdanyola. Entre d'altres reconeixements, va ser distingida com a Històrica del Bàsquet Català per la Fundació de Bàsquet Català el 2015.

## Palmarès
- 1 Lliga espanyola de bàsquet: 1986-87
- 2 Copes espanyoles de bàsquet: 1985-86, 1986-87
- 2 Lligues catalanes de bàsquet: 1985-86, 1986-87